# シーア派の世紀
シーア派の世紀（シーアはのせいき）は、シーア派の王朝、特にファーティマ朝とブワイフ朝がイスラム世界の中央地域を支配した、945年から1055年までの期間を指す史学史用語である。

## 背景
9世紀後半にアッバース朝は分裂し始めた。「サーマッラーの無政府状態」やザンジュの乱などの一連の国内危機により中央政府は弱体化し、帝国内の各地に地方王朝が次々に誕生した。この時期、急進的なシーア派宗派は弱体化するアッバース朝に対する反対意見をさらに述べるようになった。その多くは、9世紀にアッバース朝の首都であった低メソポタミア（イラク）で誕生し成長した後、イスラム世界の各地へと広がっていったものだった。

## シーア派の影響力の高まり
アッバース朝の弱体化により、タバリスターンのザイド派（864年）やイエメン（897年）など、イスラム世界の辺境に多くのシーア派政権が誕生した。特に、それまで密かに行われていたミレニアリズムのイスマーイール派の布教運動が大規模に広まる契機となり、カルマト派やファーティマ朝の政権が誕生した。909年にイフリーキヤで樹立されたファーティマ朝は、瞬く間に北アフリカを支配し、969年にエジプトを征服してレバントに進出した。カルマト派は、899年に東アラビア（バハレーン）で独自の国家を樹立し、イラクやレバントを征服して、930年にはメッカを征服した。
その間アッバース朝は、ムウタディドやムクタフィーにより一時的に再興するが、10世紀初頭のムクタディル（在位908-932年）の指導力の欠如、軍隊と官僚の内紛、財政の不始により、急速に衰退した。親シーア派のブワイフ朝が、約10年間でイランの大部分を支配するまでに成長し、945年にバグダッドを占領した。ブワイフ朝はアッバース朝のカリフを保持したが、その後1世紀、アッバース朝のカリフはブワイフ朝における無力な傀儡となった。ブワイフ朝はシーア派の学者を後援し、その庇護の下において、宗派もしくは別個の共同体として十二イマーム派が形成され、教義が詳細になり、シーア派の祭礼や儀式が確立された。10世紀後半、アレッポのハムダーン朝が支配するシリア北部がシーア派の主要な中心地となり、この時期にアラウィー派とドゥルーズ派が出現した。

## 終焉
アッバース朝のカリフ、カーディルがスンナ派の教義を公式化したことによって始まったスンナ派の復興により、シーア派優位の時代は終焉を迎えた。11世紀半ばには、スンナ派の大セルジューク朝がイスラム世界を征服した。セルジューク朝の宰相ニザームルムルクは、セルジューク朝の諸領土にスンナ派の学校のネットワークを広げ、スンナ派の知的反攻を進めた。

## 情報源
- Bennison, Amira K. (2009). The Great Caliphs. The Golden Age of the ʿAbbasid Empire. New Haven and London: Yale University Press. ISBN 978-0-3001-5227-2
- Bonner (2010). “The waning of empire, 861–945”. In Robinson, Chase F.. The New Cambridge History of Islam, Volume 1: The Formation of the Islamic World, Sixth to Eleventh Centuries. Cambridge: Cambridge University Press. pp. 305–359. ISBN 978-0-521-83823-8

- Griffel, Frank (2006). "Sunni Revival". In Meri, Josef W. (ed.). Medieval Islamic Civilization: An Encyclopedia. New York and London: Routledge. pp. 782–783. ISBN 978-0-415-96690-0。
- Humphreys (2010). “Syria”. In Robinson, Chase F.. The New Cambridge History of Islam, Volume 1: The Formation of the Islamic World, Sixth to Eleventh Centuries. Cambridge: Cambridge University Press. pp. 506–540. ISBN 978-0-521-83823-8